# مارك ألاري
مارك ألاري (بالإنجليزية: Mark Alarie)‏ مواليد 11 ديسمبر 1963 في فينيكس، هو مدرب كرة سلة أمريكي ولاعب سابق. بدأ مسيرته الاحترافية في سنة 1986. تم اختياره من قبل فريق دنفر ناغتس خلال الدرافت. يبلغ طوله 6 قدم 7 بوصة (2.0 م). اعتزل اللعب في 1991. أحرز خلال مسيرته في الإن بي إيه 2432 نقطة بمعدل 7.5 نقاط في المباراة الواحدة.

## روابط خارجية
- مارك ألاري على موقع إن بي أي (الإنجليزية)
- مارك ألاري على موقع سبورتس رفرنس (الإنجليزية)
- مارك ألاري على موقع كلية كرة السلة في سبورتس رفرنس.كوم (الإنجليزية)
- مارك ألاري على موقع ريلجم (الإنجليزية)
- مارك ألاري على موقع بروبوليرز (الإنجليزية)